# Trithemis hecate
Trithemis hecate är en trollsländeart som beskrevs av Friedrich Ris 1912. Trithemis hecate ingår i släktet Trithemis och familjen segeltrollsländor. IUCN kategoriserar arten globalt som livskraftig. Inga underarter finns listade i Catalogue of Life.